# Chapagaun
Chapagaun es un pueblo ubicado en el distrito de Lalitpur, Nepal.

## Superficie
Cuenta con una superficie de 7,3 kilómetros cuadrados.

## Demografía
Datos hasta 2015
- Población: 17 920 habitantes.[1]
- Densidad de población: 2,46 habitantes por kilómetro cuadrado.[1]
- Población masculina: 8761 (48,9%).[1]
- Población femenina: 9159 (51,1%).[1]